# Placentammina
Placentammina es un género de foraminífero bentónico de la subfamilia Saccammininae, de la familia Saccamminidae, de la superfamilia Saccamminoidea, del suborden Saccamminina y del orden Astrorhizida. Su especie tipo es Reophax placenta. Su rango cronoestratigráfico abarca desde el Cretácico hasta el Mioceno.

## Discusión
Clasificaciones previas incluían Placentammina en la superfamilia Astrorhizoidea, así como en el suborden Textulariina del orden Textulariida.

## Clasificación
Placentammina incluye a la siguiente especie:
- Placentammina placenta †